# Anna Peters
Anna Peters, née le 28 février 1843 à Mannheim et morte le 26 juin 1926 à Stuttgart  est une artiste peintre allemande de fleurs, de natures mortes et de paysages. Elle est l'une des premières femmes en Allemagne à travailler comme peintre et à pouvoir vivre de son art.

## Biographie
Anna Peters est la fille du peintre paysagiste néerlandais Pieter Francis Peters (de) (1818-1903) et de sa femme Heinrike Gertrude Mali (?–1884). Son grand-père Peters a déjà travaillé comme peintre sur verre à Nimègue. Sa mère est une sœur de Christian Mali, peintre animalier de l'école de Munich, qui est adopté dans la famille de sa sœur avec ses frères en 1845 après la mort de ses parents. En 1845, la famille Peters déménage à Stuttgart, où Anna Peters vit avec ses sœurs jusqu'à sa mort. Elle est restée célibataire. Elle prend ses premières leçons auprès de son père, tout comme ses sœurs cadettes Pietronella Peters (1848-1924) et Ida Peters, son oncle Christian Mali, de dix ans son aîné, et ses oncles Johannes Cornelis Jacobus Mali (1828-1865) et Hubertus Mali (1818-1839, noyé dans l'Ahr). Plus tard, elle est influencée par Christian Mali et reste en contact étroit avec lui tout au long de sa vie.
Anna Peters séjourne en été au château de Köngen (de) au sud-est de Stuttgart, avec sa famille chaque année de 1894 à 1904, et à intervalles irréguliers de 1907 à 1924 pour se consacrer à la peinture. En plus des tableaux de fleurs, elle peint des villages et des paysages. Christian Mali et son ami Anton Braith y séjournent à plusieurs reprises.
Elle fait plusieurs voyages de formation, et s'inspire notamment du lac de Constance, de la Forêt-Noire et de la forêt de Thuringe, à Biberach an der Riss, Interlaken, Zurich, Nimègue, Rome, Florence et Milan, et elle accompagne Mali et Braith lors de leurs voyages d'études en Tyrol du Sud.
Elle passa les dernières années de sa vie à partir de 1912, avec ses sœurs dans sa maison de Stuttgart-Sonnenberg, où elle meurt le 26 juin 1926. La rue Anna-Peters-Strasse porte son nom depuis 1931.

## Œuvre

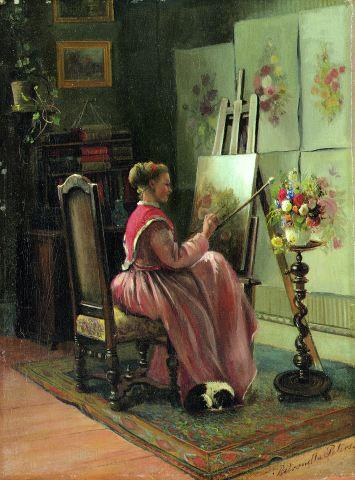
Anna Peters au chevalet (représentée par sa sœur Pietronella Peters, vers 1870.)

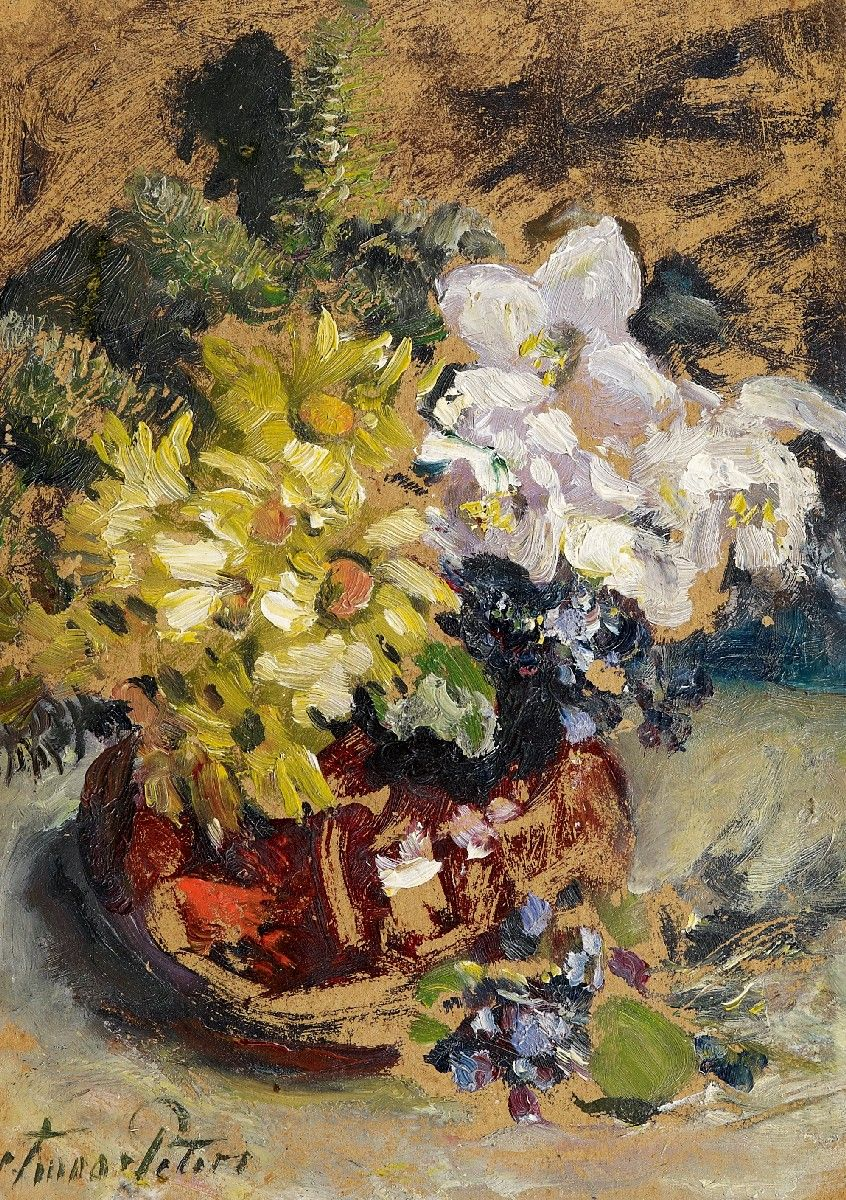
Anna Peters : Anna Peters (Malerin) (Nature morte aux fleurs).

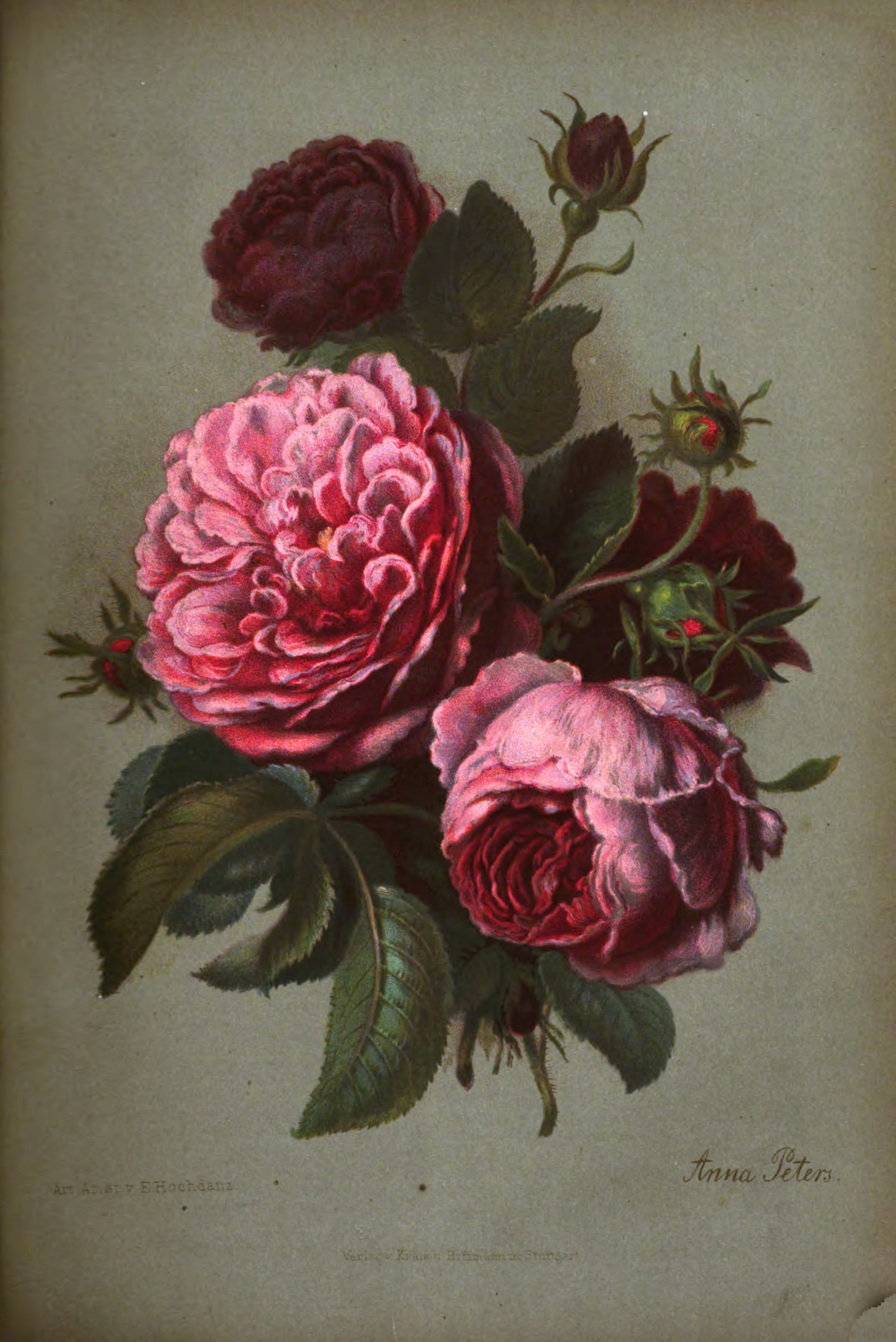
Une œuvre de jeunesse de l'artiste, réalisée avant 1868.

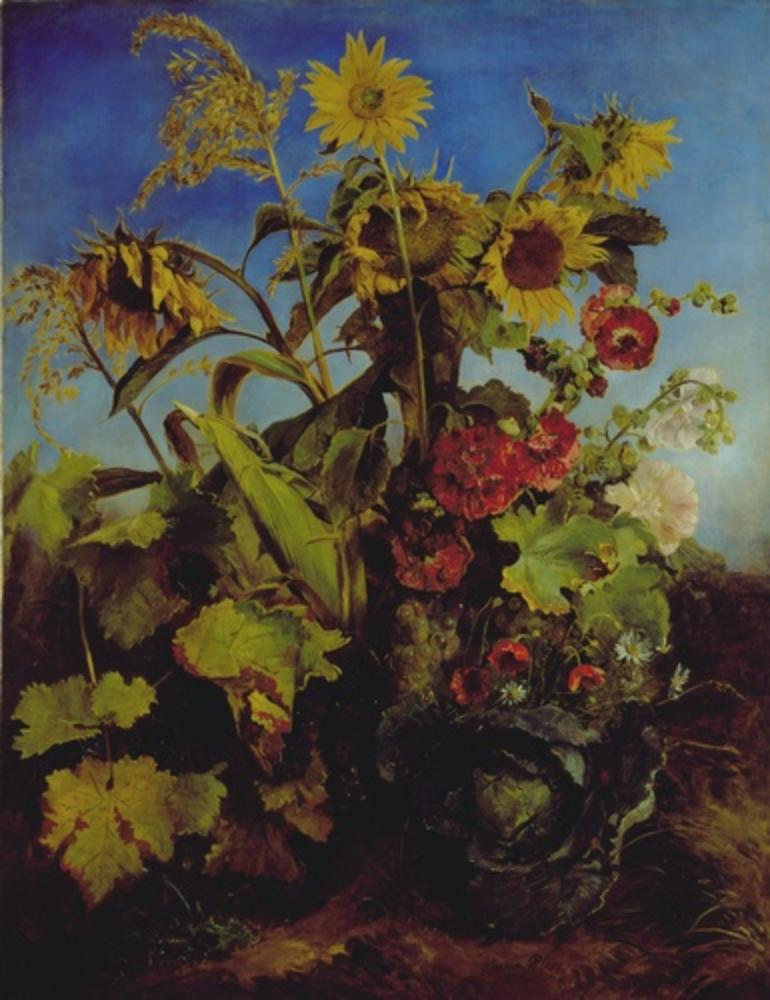
Sonnenblumen (Tournesols), 1863.

Son œuvre comprend des dessins, des aquarelles et des peintures à l'huile. Son premier tableau connu remonte à 1860 et montre un Bouquet d'automne. Elle se consacre essentiellement à la représentation de fleurs et de plantes de son environnement, qu'elle garnit parfois d'insectes. À cet égard, elle s'inscrit dans la tradition de la peinture florale hollandaise ; en outre, elle peint des paysages et des natures mortes. Elle a parfois peint des enfants, mais ne voulait pas rivaliser avec sa sœur Pietronella. Selon l'opinion dominante à l'époque, seuls de tels motifs sont appropriés pour les femmes peintres, tandis que la peinture d'histoire, les scènes mythologiques et religieuses sont réservées aux hommes.
À la fin des années 1890, Anna Peters développe un style de peinture plus impressionniste à partir du langage pictural strictement réaliste de ses premières années.
Elle a régulièrement participé à des expositions, à partir de 1896 également en dehors de Stuttgart, à Berlin, Munich, Dresde et Vienne.

## Indépendance financière
À 26 ans, Anna Peters dirige déjà l'entreprise familiale, y compris celle de son père et de sa sœur, et entretient un large éventail de liens commerciaux dans le monde de l'art de plusieurs villes. Elle vend ses tableaux et connaît le succès au point de pouvoir en vivre. De son vivant, ses peintures coûtent en moyenne entre 300 et 400 marks ; en 1878, 800 marks ont été exigés pour ses Fleurs d'automne. Aujourd'hui ses toiles atteignent plusieurs milliers d'euros. Selon Artprice, environ 230 de ses œuvres ont changé de mains entre 1989 et 2006. Nombre de ses tableaux appartiennent à des particuliers. Il existe une collection d'œuvres de la famille Peters au château de Köngen, ainsi qu'au Braith-Mali-Museum à Biberach an der Riss.

## Engagement politique
À partir de 1880, Anna Peters est membre de l'association professionnelle des femmes artistes berlinoises. Elle est cofondatrice de l'Association des femmes peintres du Wurtemberg, qu'elle préside de 1893 à 1902 et de 1904 à 1919. Cette association est ouverte aux femmes de plus de 18 ans exerçant les beaux-arts ou l'artisanat à titre professionnel, et dispose de son propre fonds de prêt et de soutien à la manière d'une association professionnelle. Elle organise des expositions et des activités sociales. Ce faisant, elle tente de dépasser les réticences envers les femmes peintres de son époque et de leur donner une reconnaissance sociale.

## Distinctions
En 1918, elle reçoit la médaille d'or de l'Art et de la science du royaume de Wurtemberg.